# 蘇格蘭地理
蘇格蘭的地理富於變化，從農村地帶的低地到荒蕪的高地，既有大都市也有無人居住的島嶼。蘇格蘭位於北歐，包括了大不列顛島北部三分之一的面積，以及790個離島，其中最主要的是設得蘭群島、奧克尼群島、內赫布里底群島和外赫布里底群島。蘇格蘭唯一在陸上接壤的鄰國是英格蘭。蘇格蘭可以分為兩個明顯不同的地理區域，分別是北部和西部的蘇格蘭高地，以及南部和東部的蘇格蘭低地。高地地區地形多山。低地地區則地形平緩，蘇格蘭大多數人口居住於此。格拉斯哥是蘇格蘭最大的都市，但蘇格蘭的政治中心則位於愛丁堡。蘇格蘭天然資源豐富，主要包括煤、鐵、鋅，這些資源對20世紀初蘇格蘭工業的發展有重大的貢獻。現在能源仍然是蘇格蘭經濟中重要的部分。蘇格蘭是歐盟最大的石油生產國，但可再生能源的發展也成為蘇格蘭在近年面對的課題。